# 刘索拉

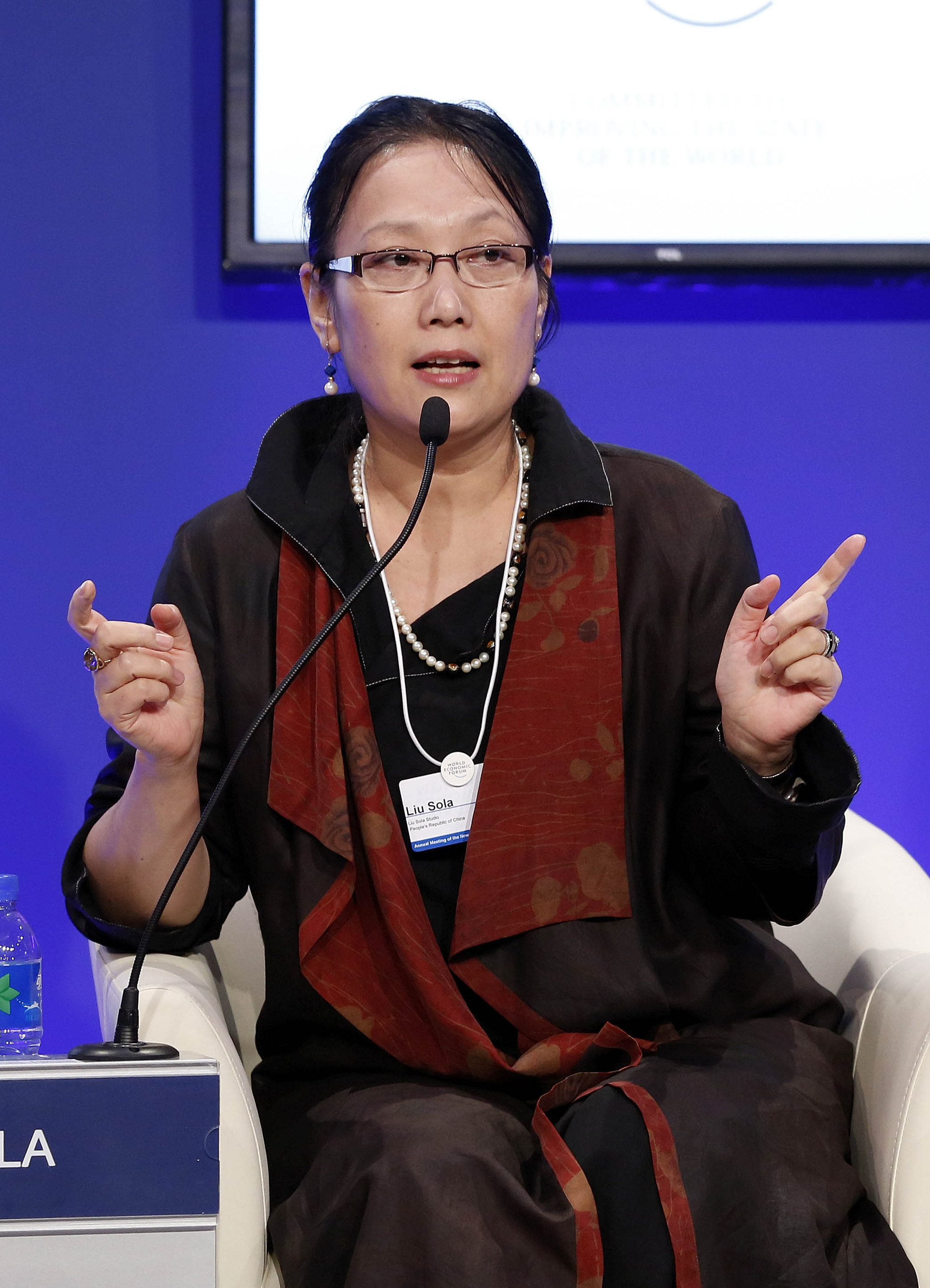
劉索拉

刘索拉（1955年—），女，陕西志丹县人，出生在北京；中国中央音乐学院作曲系毕业，作曲家、小说家、人声表演艺术家、音乐制作人。

## 生平
她于1982年开始发表文学作品；其中，1985年发表的代表作——《你别无选择》，使她在中国文坛中“崭露头角”；曾获中国全国优秀中篇小说奖及多项文学奖。而在1985年，刘索拉又推出了第一张演唱专辑——《我的歌献给你们》。但两年后，刘索拉选择出国，并在海外继续进行作曲和写作。她曾深入到美国黑人布鲁斯音乐的部落中，尝试把中国的音乐元素糅合进爵士乐中。1997年，刘索拉创办了自己的唱片公司ALSO Productions，意图将传统中国音乐以一种新风貌走进世界音乐。

## 家庭出身
家庭对刘索拉在艺术上的影响很大。她的父亲刘景範，出生在陕西保安县的一个知识分子家庭，是中共红军高级将领刘志丹的胞弟；曾官至中顾委委员、民政部副部长。母亲李建彤，曾先后在抗日军政大学和延安鲁迅艺术学院学习；后因撰写小说《刘志丹》，给一家人带来了巨大政治灾难。从小，父亲就教授她国画；而母亲也因为写小说，所以有很多藏书。

## 主要作品

### 文学作品
- 小说
  - 《你别无选择》
  - 《蓝天绿海》
  - 《女贞汤》
  - 《寻找歌王》
  - 《混沌加哩格楞》
  - 《香港一条街的故事》
  - 《大继家的小故事》

- 散文
  - 《蓝调之缘》
  - 《口红集》

- 对话散文集
  - 《行走中的刘索拉》
  - 《曼哈顿随笔》

### 音乐专集
- 《蓝调在东方》（“Blues in the East”，1994年）
- 《中国拼贴》（“China Collage”，1996年）
- 《缠》（“Haunts”，1998年）
- 《六月雪》（“June Snow”，1999年）
- 《春雪图》（“Spring Snowfall”，2000年）
- 《隐现》（“Apparitions”，2000年）

### 室内乐作品
- 《形非形》I、II （“Point Zero I、II”，2000年）
- 《灵》

### 歌剧
- 《红色女皇》

### 摇滚歌剧
- 《蓝天绿海》